# Iguanura asli
Iguanura asli là loài thực vật có hoa thuộc họ Arecaceae. Loài này được C.K.Lim mô tả khoa học đầu tiên năm 1996.